# 英国ボクシング管理委員会
英国ボクシング管理委員会（えいこくぼくしんぐかんりいいんかい、英:British Boxing Board of Control、BBBofC）は、イギリスのプロボクシングを統括する団体。本部は、ウェールズのカーディフにある。英国ボクシング統括委員会と和訳されることもある。

## 概要
ナショナルスポルティングクラブを前身とし、1929年に設立された。1948年までは「2人の白人の親がいなければならない」という、黒人差別のルールであるカラーラインを採用していた。
BBBofCは、女性であることを理由に女子ボクシングを認可しておらず、月経前症候群は女性がボクシングを行うには不安定すぎると主張していた。しかし、女子ボクサーのジェーン・カウチが性差別であると裁判所に訴えを起こし、1998年3月に勝訴したことで、以降BBBofCは女子ボクシングを認可するようになった。
イギリス全土のプロボクシングを統括し、王座の認定を行っている。BBBofC自体は、イギリス国内の頂点となるイギリス王座と、その直下に位置するイングランド王座およびケルト王座の3種類の王座を認定している。また、BBBofCは、イギリス全土を8つの地域に分割して、各地域に評議会と王座を設置している。世界ボクシング評議会（WBC）を構成している組織の一つでもある（世界ボクシング協会（WBA）については加盟要請を受けていたが拒否）。

## 採点方式
英国ボクシング管理委員会は、世界的に見ても独特の採点方式を採っている。通常プロボクシングはジャッジ3人で採点を行うが、英国ボクシング管理委員会ではジャッジ1人で採点を行っている、またジャッジは他にレフェリーとリングアナウンサーの役目も務めており、3役を全て1人でこなしている。タイトルマッチの場合は、他の地域と同じようにジャッジ3人が採点を担当し、レフェリーが採点に関与することは無い。

## 王座
BBBofC自体は、以下の3種類の王座を認定している。
- イギリス王座（British）
- イングランド王座（English）
- ケルト王座（Celtic）

BBBofCが設置する8つの地域の評議会は、それぞれ、以下の王座を認定している。4から8までは、イングランド内部の地区王座である。
1. スコットランド王座
2. 北アイルランド王座
3. ウェールズ王座
4. 北部王座
5. 中部王座
6. 南部王座
7. 西部王座
8. ミッドランズ王座

## ロンズデールベルト
BBBofCは、ロンズデールベルトを贈呈することで知られている。ロンズデールベルトは、2度以上の防衛を果たした英国王者に贈呈される。初期のものは、純金で出来ており、歴史的価値が高い。